# Monochaetum humboldtianum
Monochaetum humboldtianum är en tvåhjärtbladig växtart som först beskrevs av Carl Sigismund Kunth och Boché, och fick sitt nu gällande namn av Carl Sigismund Kunth och Wilhelm Gerhard Walpers. Monochaetum humboldtianum ingår i släktet Monochaetum och familjen Melastomataceae.

## Underarter
Arten delas in i följande underarter:
- M. h. chardonii
- M. h. hirtum